# Scrapper Blackwell
Scrapper Blackwell, właśc. Francis Hillman Blackwell (ur. 21 lutego 1903 w Syracuse, zm. 7 października 1962 w Indianapolis) – amerykański muzyk bluesowy, gitarzysta i wokalista. Znany przede wszystkim z występów w gitarowo-fortepianowym duecie założonym wraz z Leroyem Carrem pod koniec lat 20. XX w. Prezentował styl bluesa chicagowskiego. Zdaniem niektórych krytyków z biegiem lat ewoluował w stronę jazzu.
Miał mieszane pochodzenie murzyńsko-indiańskie czirokeskie. Został zastrzelony w Indianapolis.